# Baçal
Baçal é uma aldeia portuguesa sede da Freguesia de Baçal do Município de Bragança, freguesia com 28,37 km² de área e 460 habitantes (censo de 2021), tendo, por isso, uma densidade populacional de 16,2 hab./km².

## Demografia
Nota: Nos anos de 1911 e 1920 tinha anexada a freguesia de Gimonde. Pela lei nº 1.690, de 10/12/1924, foram desanexadas, passando a constituir freguesias autónomas.
A população registada nos censos foi:
| Distribuição da População por Grupos Etários | Distribuição da População por Grupos Etários | Distribuição da População por Grupos Etários | Distribuição da População por Grupos Etários | Distribuição da População por Grupos Etários |
| -------------------------------------------- | -------------------------------------------- | -------------------------------------------- | -------------------------------------------- | -------------------------------------------- |
| Ano                                          | 0-14 Anos                                    | 15-24 Anos                                   | 25-64 Anos                                   | > 65 Anos                                    |
| 2001                                         | 53                                           | 70                                           | 239                                          | 108                                          |
| 2011                                         | 48                                           | 40                                           | 231                                          | 165                                          |
| 2021                                         | 36                                           | 39                                           | 194                                          | 191                                          |

## Aldeias
A freguesia é composta por três aldeias:
- Baçal
- Sacoias
- Vale de Lamas

## Património
- Castro de Sacóias
- Atalaia de Candaira